# Selecció de futbol de Noruega
La Selecció de futbol de Noruega és l'equip representatiu del país en les competicions oficials. La seva organització està a càrrec de l'Associació Noruega de Futbol, pertanyent a la UEFA.
Els seus principals resultats han estat la medalla de bronze obtinguda als Jocs Olímpics de Berlín 1936 i la classificació per als vuitens de final en la Copa del Món 1998.

## Estadístiques
- Participacions en Copes del Món = 3
- Primera Copa del Món = 1938
- Millor resultat en la Copa del Món = Vuitens de final (1998)
- Participacions en Eurocopes = 1
- Primera Eurocopa = 2000
- Millor resultat en l'Eurocopa = Primera fase (2000)
- Participacions olímpiques = 6
- Primers Jocs Olímpics = 1912
- Millor resultat olímpic =  Medalla de bronze (1936)

- Primer partit

| Suècia | 11–3 | Noruega |
| ------ | ---- | ------- |
|        |      |         |

 Göteborg, (Suècia)        
- Major victòria

| Noruega | 12–0 | Finlàndia |
| ------- | ---- | --------- |
|         |      |           |

 Bergen, (Noruega)        
- Major derrota

| Dinamarca | 12–0 | Noruega |
| --------- | ---- | ------- |
|           |      |         |

 Copenhaguen, (Dinamarca)        

## Participacions en la Copa del Món
Campions      Finalistes      Tercers      Quarts
| Historial a la Copa del Món | Historial a la Copa del Món | Historial a la Copa del Món | Historial a la Copa del Món | Historial a la Copa del Món | Historial a la Copa del Món | Historial a la Copa del Món | Historial a la Copa del Món | Historial a la Copa del Món |
| Edició                      | Ronda                       | Posició                     | PJ                          | PG                          | PE                          | PP                          | GF                          | GC                          |
| --------------------------- | --------------------------- | --------------------------- | --------------------------- | --------------------------- | --------------------------- | --------------------------- | --------------------------- | --------------------------- |
| 1930                        | No hi participà             | No hi participà             | No hi participà             | No hi participà             | No hi participà             | No hi participà             | No hi participà             | No hi participà             |
| 1934                        | No hi participà             | No hi participà             | No hi participà             | No hi participà             | No hi participà             | No hi participà             | No hi participà             | No hi participà             |
| 1938                        | Primera fase                | 12s                         | 1                           | 0                           | 0                           | 1                           | 1                           | 2                           |
| 1950                        | No hi participà             | No hi participà             | No hi participà             | No hi participà             | No hi participà             | No hi participà             | No hi participà             | No hi participà             |
| 1954                        | No es classificà            | No es classificà            | No es classificà            | No es classificà            | No es classificà            | No es classificà            | No es classificà            | No es classificà            |
| 1958                        | No es classificà            | No es classificà            | No es classificà            | No es classificà            | No es classificà            | No es classificà            | No es classificà            | No es classificà            |
| 1962                        | No es classificà            | No es classificà            | No es classificà            | No es classificà            | No es classificà            | No es classificà            | No es classificà            | No es classificà            |
| 1966                        | No es classificà            | No es classificà            | No es classificà            | No es classificà            | No es classificà            | No es classificà            | No es classificà            | No es classificà            |
| 1970                        | No es classificà            | No es classificà            | No es classificà            | No es classificà            | No es classificà            | No es classificà            | No es classificà            | No es classificà            |
| 1974                        | No es classificà            | No es classificà            | No es classificà            | No es classificà            | No es classificà            | No es classificà            | No es classificà            | No es classificà            |
| 1978                        | No es classificà            | No es classificà            | No es classificà            | No es classificà            | No es classificà            | No es classificà            | No es classificà            | No es classificà            |
| 1982                        | No es classificà            | No es classificà            | No es classificà            | No es classificà            | No es classificà            | No es classificà            | No es classificà            | No es classificà            |
| 1986                        | No es classificà            | No es classificà            | No es classificà            | No es classificà            | No es classificà            | No es classificà            | No es classificà            | No es classificà            |
| 1990                        | No es classificà            | No es classificà            | No es classificà            | No es classificà            | No es classificà            | No es classificà            | No es classificà            | No es classificà            |
| 1994                        | Primera fase                | 17s                         | 3                           | 1                           | 1                           | 1                           | 1                           | 1                           |
| 1998                        | Vuitens de final            | 15s                         | 4                           | 1                           | 2                           | 1                           | 5                           | 5                           |
| 2002                        | No es classificà            | No es classificà            | No es classificà            | No es classificà            | No es classificà            | No es classificà            | No es classificà            | No es classificà            |
| 2006                        | No es classificà            | No es classificà            | No es classificà            | No es classificà            | No es classificà            | No es classificà            | No es classificà            | No es classificà            |
| 2010                        | No es classificà            | No es classificà            | No es classificà            | No es classificà            | No es classificà            | No es classificà            | No es classificà            | No es classificà            |
| 2014                        | No es classificà            | No es classificà            | No es classificà            | No es classificà            | No es classificà            | No es classificà            | No es classificà            | No es classificà            |
| 2018                        | No es classificà            | No es classificà            | No es classificà            | No es classificà            | No es classificà            | No es classificà            | No es classificà            | No es classificà            |
| 2022                        | No es classificà            | No es classificà            | No es classificà            | No es classificà            | No es classificà            | No es classificà            | No es classificà            | No es classificà            |
| 2026                        | Pendent                     | Pendent                     | Pendent                     | Pendent                     | Pendent                     | Pendent                     | Pendent                     | Pendent                     |
| 2030                        | Pendent                     | Pendent                     | Pendent                     | Pendent                     | Pendent                     | Pendent                     | Pendent                     | Pendent                     |
| 2034                        | Pendent                     | Pendent                     | Pendent                     | Pendent                     | Pendent                     | Pendent                     | Pendent                     | Pendent                     |
| Total                       | Vuitens de final            | Vuitens de final            | 8                           | 2                           | 3                           | 3                           | 7                           | 8                           |

## Participacions en l'Eurocopa
- Des de 1960 a 1996 - No es classificà
- 2000 - Primera fase - 9é lloc
- Des de 2004 a 2024 - No es classificà

## Jugadors històrics
- Henning Berg
- Stig Inge Bjørnebye
- Rune Brathseth
- John Carew
- Dan Eggen
- Jan Åge Fjørtoft
- Jostein Flo
- Tore André Flo
- Steffen Iversen
- Ronnie Johnsen
- Jørgen Juve
- Terje Kojedal
- Oyvind Leonhardsen
- Kjetil Rekdal
- John Arne Riise
- Ole Gunnar Solskjær
- Thorbjørn Svenssen
- Erik Thorstved
- Tom Lund
- Erling Haaland